# Moulin-Neuf, Ariège

Moulin-Neuf este o comună în departamentul Ariège din sudul Franței. În 1 ianuarie 2022 avea o populație de 235 de locuitori.